# Mikael von Törne (1775–1854)
Mikael von Törne, född 17 september 1775 i Stockholm, död 23 mars 1854 i Hamburg, var en svensk ämbetsman. Han var son till landshövdingen Mikael von Törne och svärfar till Gustaf Rutger von Liewen.

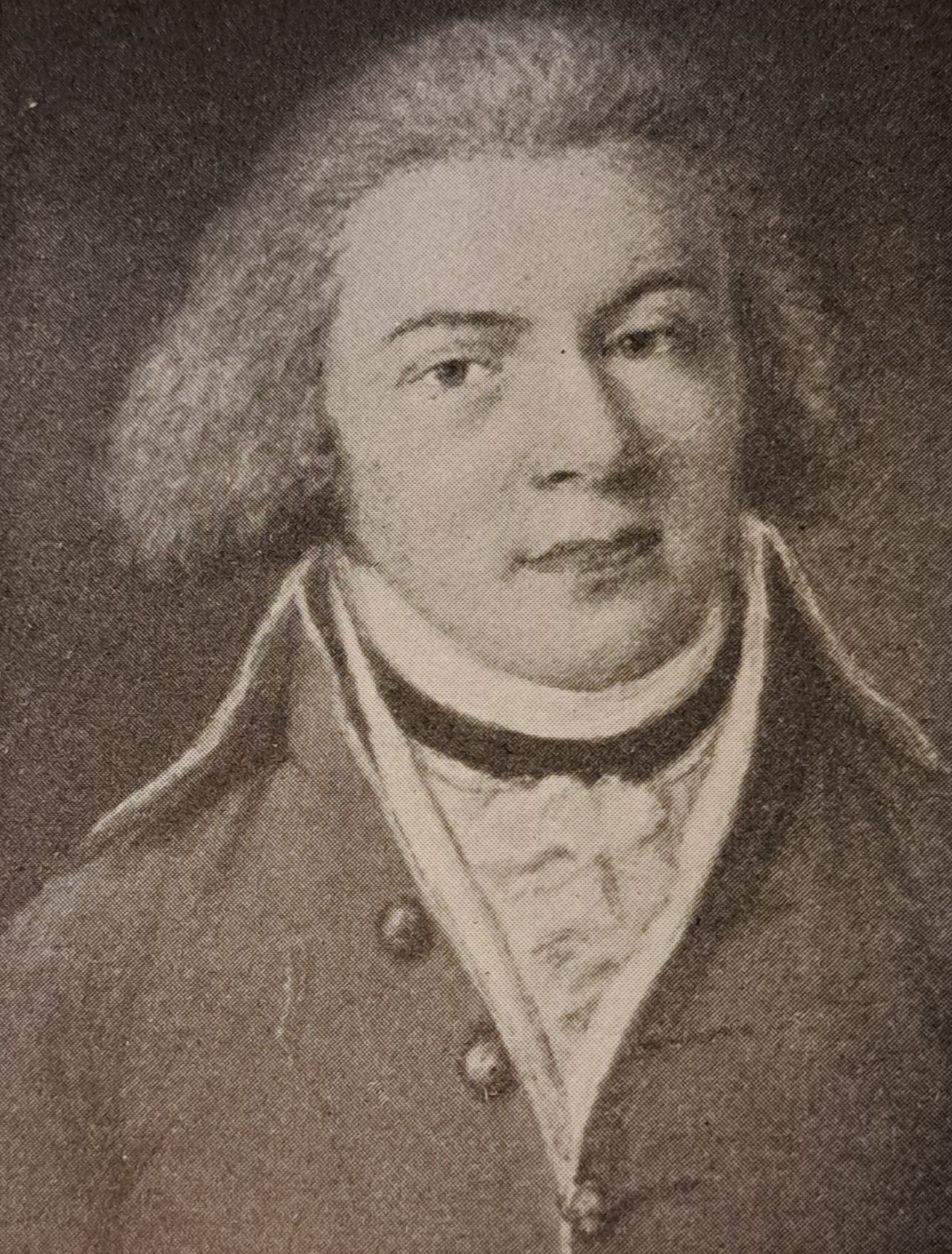
Mikael von Törne (1775-1854)

von Törne blev kornett vid Smålands kavalleriregemente 1783 och understallmästare hos hertig Karl av Södermanland 1792, men tog avsked ur krigstjänsten 1796 och blev stallmästare i survivans vid H.M. Konungens hovstall 1817. Han var landshövding i Jämtlands län 1817–1841. Han är begravd på Västerhaninge kyrkogård.

## Utmärkelser
- Riddare av Vasaorden, 11 maj 1818
- Riddare av Nordstjärneorden, 14 mars 1824
- Kommendör av Nordstjärneorden, 4 juli 1841